# Бобоханов, Ориф
Ориф Бобоханов (Бобохонов) (род. 16 июня 1963) — таджикистанский футболист, нападающий.

## Биография
Ориф Бобоханов родился 16 июня 1963 года.
Играл в футбол на позиции нападающего. В 1993—1994 годах выступал за «Ситору» из Душанбе, завоевав в обоих сезонах золотые медали чемпионата Таджикистана. В сезоне-93 забил 27 мячей — на три меньше, чем лучший снайпер турнира Холмурод Зардов из душанбинского «Памира». В 1993 году завоевал Кубок Таджикистана.
В 1994 году в составе Ситоры участвовал в Кубке чемпионов Содружества, провёл 3 матча, забил 2 мяча.
13 июня 1993 года провёл единственный в карьере матч за сборную Таджикистана: в товарищеском поединке в Тегеране против сборной Ирана (0:1) вышел на замену на 80-й минуте.

## Достижения

### Командные
«Ситора»
- Чемпион Таджикистана (2): 1993, 1994.
- Обладатель Кубка Таджикистана (1): 1993.